# Хибати
Хибати (другой вариант произношения — хибачи) — традиционная передвижная японская печь для обогрева и приготовления еды, традиционно располагавшаяся в центре помещения.

## Характеристика
На начальном этапе своего развития (794—1185 гг.) представляла собой просто горшок с тлеющими углями, который ставили в центр комнаты. На дно чаши насыпали песок, сверху клали раскаленные угли, наверх ставили металлическую решётку и готовили на ней пищу. Более усовершенствованный и более многофункциональный вид хибати приобрели в конце XIX века.
На территории современной России хибати были популярны среди японских колонистов Сахалинa (Карафуто) и Курил, а также среди корейцев на Дальнем Востоке. Русские поселенцы, впрочем, считали подобный способ отопления примитивным: переносные печи японского образца давали относительно мало тепла, вследствие чего температура окружающих их помещений была довольно низкой и русские, в том числе по описаниям российских пленных времён русской-японской войны, серьезно страдали от холода. Японцы в целом предпочитают спать в прохладных помещениях и редко отапливают спальни, в том числе из-за соображений экономии. Кроме того, небольшой размер хибати позволяет готовить еду небольшими порциями.
Хибати часто путают с ситирином или тэппаном (см. теппанъяки).